# Ledris-ordenen
Ledris-ordenen (Ephedrales) er en lille orden med en enkelt familie, den nedennævnte. Se nærmere beskrivelse under Ledris.
| familier |

- Ledris-familien (Ephedraceae)